# 五十鈴號輕巡洋艦
五十鈴是長良級輕巡洋艦的二號艦，由浦賀船渠所建造，艦名取自於三重縣五十鈴川。
不少舊日本海軍著名的指揮官如堀悌吉、山本五十六、高須四郎和山口多聞等都曾任該艦艦長，昭和19年（1944年）實施改裝，排水量增加至6,260噸。1945年4月7日被美潛艇擊沉。

## 艦歷
五十鈴號在1923年服役，在服役初期曾擔任水雷戰隊旗艦任務。
1920年代的輕巡洋艦建造時尚未出現成熟的水上偵察機，因此沒有設計相關設備。但是在1920年代後半起此技術開始成熟，搭配射擊指揮儀等讓巡洋艦的交戰距離擴張，因此配置適合的偵察機成為巡洋艦的改良重點；但是光靠逆風及飛機引擎動力實施短距離起飛這點對當時的機體太過勉強，各國為此開發飛機彈射器。五十鈴號在1929年3月曾安裝過以彈簧為推進動能來源的試作型萱場式彈射器，並成功完成彈射實驗，後來這部彈射器拆往由良號輕巡洋艦上繼續測試；但最終性能仍不如後來開發的火藥式彈射器，在1930年代終止研發。
雖然作為水雷戰隊旗艦為日本輕巡洋艦的典範任務，但日本帝國海軍只有6支水雷戰隊，並沒有那麼多輕巡編入此任務，1930年代開始步入中年的五十鈴號轉調至中國戰場實施戰場火力支援任務；。在太平洋戰爭開戰時擔任第二遣支（中）艦隊旗艦，從事了香港攻略作戰的支援。
1943年12月5日，五十鈴號在瓜加林環礁被美軍戰機空襲受損返國，成為日本在戰爭中期實施輕巡洋艦防空能力強化工程的首艘艦艇。但由於日本火炮產能有限，最後也只有五十鈴號接受最徹底的改造，將所有140公厘艦砲與彈射器拆除換成3座雙連裝八九式高砲，並增設大量防空機砲、雷達、反潛用聽音機及聲納，魚雷發射管也從舊型更換為可發射氧氣魚雷的四連裝式，因此仍維持設計初反艦投射標準；改造工程在1944年9月14日完工。
改裝完成的五十鈴號原預定編入為反潛而改組的31戰隊（原第三水雷戰隊，因22驅逐隊遭消滅而改組），但她最後編入小澤治三郎率領的第三艦隊下之巡洋艦戰隊投身雷伊泰灣海戰，且成功地在此場惡戰中倖存，而原本反潛戰隊任務則由名取號輕巡洋艦接手；五十鈴號雖然具備日本帝國海軍艦艇中僅此唯一的完整兼具防空/反潛式輕巡，但較為人所知的僅有她後來在艦隊防空見長的性能。
1944年11月五十鈴號執行與菲律賓之間的運輸任務，並在11月19日被美軍鱈魚號潛艦（SS-256）在科雷希多島海域襲擊，艦尾挨了一發魚雷重創，但在應急維修下由桃號驅逐艦護衛成功抵達新加坡，並在泗水接受修理，1945年4月1日完成修復工程。
1945年4月7日，自松巴哇島比馬出港的五十鈴號被美軍潛艦部隊盯上。早上遭美軍聯手獵殺，牛鼻鱝號潛艦（SS-252，Gabilan）擊中1發、鮭魚號潛艦(SS-328，Charr)擊中3發，遭4發魚雷擊中的五十鈴號於當日早上8點46分沉沒。

## 歷代艦長

### 艤裝軍官
1. 石渡武章大佐：1921年9月1日 -

### 艦長
1. 石渡武章大佐：1923年8月15日 -
2. （心得）堀悌吉中佐：1923年11月20日 -
3. 堀悌吉大佐：1923年12月1日 -
4. 市村久雄大佐：1924年3月6日 -
5. 松山茂大佐：1924年12月1日 -
6. 田村重彦大佐：1925年11月20日 -
7. 中原市介大佐：1926年7月1日 -
8. 津留雄三大佐：1926年12月1日 -
9. 鎮目静大佐：1927年12月1日 -
10. 山本五十六大佐：1928年8月20日 -
11. 羽仁六郎大佐：1928年12月10日 -
12. （兼）池中健一大佐：1929年9月26日 -
13. 高須四郎大佐：1929年11月27日 -
14. 後藤輝道大佐：1930年12月1日 -
15. （兼）堀江六郎大佐：1931年9月14日 -
16. 藍原有孝大佐：1931年11月14日 -
17. （兼）真崎勝次大佐：1932年2月16日 -
18. 山田省三大佐：1932年6月20日 -
19. 山口実大佐：1932年11月15日 -
20. 山田満大佐：1933年11月15日 -
21. 牧田覚三郎大佐：1934年11月15日 -
22. 千葉慶蔵大佐：1935年11月15日 -
23. （兼）原顕三郎大佐：1936年1月7日 -
24. 松永貞市大佐：1936年4月25日 -
25. 山口多聞大佐：1936年12月1日 -
26. 中邑元司大佐：1937年12月1日 -
27. 橋本愛次大佐：1938年11月20日 -
28. 鶴岡信道大佐：1939年11月15日 -
29. 浦孝一大佐：1941年9月1日 -
30. 篠田清彦大佐：1943年1月30日 -
31. 松田源吾大佐：1944年6月20日 -